# الفداء (فلم 2019)
الفداء (بالإنجليزية: Redemption)، هو فيلم جريمة موزمبيقي صدر سنة 2019 وأخرجه ميكي فونسيكا. تدور القصة حول حياة الجريمة حيث يُقرر الشخصية الرئيسية تغيير حياته ويكون أبًا أفضل بعد أن أمضى أربع سنوات في السجن، ولكن ينتهي به الأمر بالعودة إلى حياة الجريمة. فاز الفيلم بعدة جوائز كما نال عدة ترشيحات، وذلك في حفل توزيع جوائز الأكاديمية الأفريقية للأفلام الخامس عشر سنة 2019.

## ملخص القصة
يكتشف رجل عاد لتوه من السجن ديونًا خطيرة قبل وفاة والدته. على الرغم من أنه يريد أن يبأ حياة جديدة، إلا أنه مُجبر على العودة مرة أخرى إلى حياة الجريمة لأنه بحاجة ماسة إلى المال.

## طاقم التمثيل
- جيل ألكسندر في دور برونو.
- أرليت غييرما بومبي في دورميا.
- لاكينو فونسيكا في دور توني.
- توماس بي في دور أميريكو.
- رشيد أبول في دور الزعيم.
- كانديدو كيمبو في دور بايتو.
- عبد الستار سليمان في دور الشرطي كاستيغو.
- خورخي أمادي في دور أب الزعيم.
- ماريو فالينتي في دور مدير البنك.
- ألدوفينا تشيزيانا في دور تيا سارة.

## الجوائز والترشيحات
جوائز أكاديمية السينما الأفريقية (2019)
- أفضل تصميم إنتاج [فاز بها] - نورودون داودي ومحلة فيلميس.
- أفضل سيناريو [فاز بها] - ميكي فونسيكا.
- أفضل فيلم [ترشح للجائزة] - ميكي فونسيكا وماهلا فيلميس.
- أفضل مخرج [ترشح للجائزة] - ميكي فونسيكا
- أفضل ممثل في دور رئيسي [ترشح للجائزة] - جيل ألكسندر
- أفضل ممثلة في دور مساعد [ترشح للجائزة] - أرليت غييرما بومبي
- أفضل تصوير سينمائي [ترشح للجائزة] - أنطونيو فورخاز.
- أفضل موسيقى تصويرية أصلية [ترشح للجائزة] - ميلتون غولي.
- أفضل مونتاج صوتي [ترشح للجائزة] - جانو مولر.

## روابط خارجية
مقالات تستعمل روابط فنية بلا صلة مع ويكي بيانات